# اریک لارسون
اریک لارسون (انگلیسی: Eric Larson؛ ۳ سپتامبر ۱۹۰۵ – ۲۵ اکتبر ۱۹۸۸) پویانمای اهل ایالات متحده آمریکا بود. او یکی از نه پیرمرد دیزنی بود.